# Francisco Xavier da Silva Guimarães
Francisco Xavier da Silva Guimarães ou simplemente Francisco Guimarães (Niterói, 3 de dezembro de 1857 — Niterói, 19 de junho de 1917) foi um militar e político brasileiro.
Casou com Laurecênia Ribeiro Guimarães. Foi eleito 1º vice-presidente do estado do Rio de Janeiro juntamente com Nilo Peçanha, tomando posse em 31 de dezembro de 1914. 
Com a renúncia de Nilo Peçanha para assumir o Ministério do Exterior, em 7 de maio de 1917, assumiu o cargo, que exerceu até sua morte em 19 de junho daquele ano, fulminado por um ataque cardíaco enquanto despachava com seu auxiliar de gabinete, no Palácio do Ingá. 
Agnelo Collet assume em substituição, por ser o 2º vice-presidente, tomando posse perante o Tribunal de Justiça fluminense.